# Waldo (Maine)
Waldo – miasto w Stanach Zjednoczonych, w stanie Maine, w hrabstwie Waldo.